# IMEI
International Mobile Equipment Identity (IMEI) este un număr, de obicei unic, pentru a identifica telefoanele mobile 3GPP și iDEN, precum și unele telefoane prin satelit. Se găsește de obicei tipărit în interiorul compartimentului bateriei telefonului, dar poate fi afișat și pe ecran pe majoritatea telefoanelor introducând codul *#06# MMI Supplementary Service pe tastatură sau alături de alte informații despre sistem în meniul de setări pe sistemele de operare ale smartphone-ului.
Rețelele GSM folosesc numărul IMEI pentru a identifica dispozitivele valide și pot opri accesul la rețea a unui telefon furat. De exemplu, dacă un telefon mobil este furat, proprietarul poate solicita furnizorului său de rețea să folosească numărul IMEI pentru a bloca telefonul. Acest lucru face telefonul inutil pe acea rețea și, uneori, pe alte rețele, chiar dacă hoțul schimbă modulul de identitate a abonatului (SIM) al telefonului.
Dispozitivele fără slot pentru cartelă SIM de obicei nu au cod IMEI. Cu toate acestea, codul IMEI identifică doar dispozitivul și nu are o relație specială cu abonatul. Telefonul identifică abonatul prin transmiterea numărului internațional de identitate a abonatului mobil (IMSI), pe care îl stochează pe o cartelă SIM care poate fi, teoretic, transferată pe orice telefon. Cu toate acestea, capacitatea rețelei de a cunoaște dispozitivul individual curent al unui abonat permite multe funcții de rețea și securitate.

## Structura IMEI și IMEISV (versiunea software IMEI)
Seria IMEI poate fi alcătuită astfel:
- 15 cifre zecimale: 14 cifre plus o cifră de verificare
- 16 cifre zecimale: 14 cifre plus două cifre ale versiunii software  IMEISV (include informații despre originea, modelul și numărul de serie al dispozitivului.

Modelul și originea cuprind porțiunea inițială de 8 cifre a IMEI/SV, cunoscută sub numele de Cod de alocare a tipului (TAC). Restul seriei IMEI este definită de producător, cu o cifră de verificare Luhn la sfârșit. Pentru formatul IMEI dinainte de 2003, ghidul GSMA era ca această cifră de verificare să fie transmisă întotdeauna în rețea ca zero. Acest ghid pare să fi dispărut pentru formatul valabil din 2003 încoace. 